# 30 дана ноћи 2: Мрачни дани
30 дана ноћи 2: Мрачни дани (енгл. 30 Days of Night) је амерички хорор филм из 2010. режисера Бена Кетаја са Кил Санчез, Рисом Коиром и Диором Берд у главним улогама. Директан је наставак филма 30 дана ноћи и заснован је на истоименом серијалу стрипова из 2002. године.
Иако су се поједини ликови из претходног дела вратили у овом филму, ниједан члан глумачке поставе из првог дела се није појавио у овом. Централни лик је Стела Олсон, једна од преживелих масакра у аљаском граду Бароу, који је изазвала група вампира. Она се тешко носи с губитком супруга, Ебена, који се на крају претходног дела жртвовао за њу.
Улогу Стеле је од Мелисе Џорџ преузела Кил Санчез, а улогу Ебена од Џоша Хартнета, Стивен Хусар. Одсуство глумаца из оригинала је само допринело лошим критикама које је филм добио. За разлику од претходника, овај филм је сниман у Ванкуверу.
Филм је добио претежно лоше оцене критичара, па на IMDb-у тренутно држи оцену 4,4/10, на Rotten Tomatoes 17%., док му је Fangoria дала 1,5 од 4 звездице.

## Радња
Као једна од петоро преживелих из напада вампира у Бароу, Стела покушава да докаже људима да вампири заиста постоје. Једне вечери у стану је дочека група од троје људи, који су имали слично искуство и већ годинама лове вампире, а спремају се да нападну врховну краљицу вампира, Лилит, која је између осталог одговорна и за напад на Бароу. Стела одлучује да им се придружи...
У току борбе с вампирима она сазнаје да они вампири који су изгорели због дејства Сунчеве светлости могу васкрснути, уколико неко на њих сипа одређену количину људске крви. Стелин једини циљ постаје враћање Ебена у живот.

## Улоге
| Глумац           | Улога         |
| ---------------- | ------------- |
| Кил Санчез       | Стела Олесон  |
| Рис Коиро        | Пол           |
| Диора Берд       | Амбер         |
| Миа Киршнер      | Лилит         |
| Моника Гандертон | Бети          |
| Харолд Перино    | Тод           |
| Кетрин Изабел    | Стејси        |
| Бен Котон        | Дејн          |
| Трој Рупташ      | агент Норис   |
| Кејти Китинг     | Џенифер       |
| Стивен Хусар     | Ебен Олесон   |
| Ендру Стелин     | Арвин (камео) |